# Меч в камне (книга)
«Меч в камне» (англ. The Sword in the Stone) — роман британского писателя Теренса Хэнбери Уайта, написанный в 1938 году. Впервые опубликован издательством Collins в Великобритании, позже стал первой частью тетралогии «Король былого и грядущего». Роман повествует о детстве короля Артура. Произведение сочетает в себе элементы легенды, исторического повествования, фэнтези и комедии.
В 1963 году компания Walt Disney Productions адаптировала историю для одноименного анимационного фильма, а телерадиосеть Би-би-си в 1939 году адаптировала роман для радиопостановки.
Американский журнал Time включил роман в свой список 100 лучших книг для молодежи всех времен. В 2014 году роман «Меч в камне» был награждён премией «Ретро-Хьюго» за лучший роман за 1939 год. Переведён на русский язык.

## Сюжет
Главный сюжет разворачивается в Британии после падения Римской империи. Герои романа, Артур и его родной брат Кей, растут в замке. Сюжет принимает интересный поворот, когда легендарный маг Мерлин уверяет, что у Артура есть дар видеть прошлое и будущее. Мерлин становится учителем мальчика и помогает ему осознать его истинное предназначение — стать королём Британии.
Центральный момент романа заключается в испытании, которому Артур подвергается. Он участвует в состязании, где меч, воткнутый в камень, должен быть извлечён только истинным будущим королём. Артур, воспользовавшись своими способностями, вытаскивает меч и признаётся королём Британии. Роман «Меч в камне» является важной частью легенд о Короле Артуре. Он показывает внутреннее развитие героя, его открытие своих сил и предназначения, а также внедряет в сюжет элементы магии и фантастики, характерные для описания эпохи Средневековья её современниками.

## Редакции
Первое издание выпущенное в Великобритании было частично переработано издательством Putnam для выпуска роман в США.
Версия романа, появившаяся в 1958 году в тетралогии «Король былого и грядущего», была существенно переработана, отчасти для включения событий и тем, которые Уайт изначально намеревался осветить в пятом томе своей эпопеи (пятый том был опубликован уже после смерти автора под названием «Книга Мерлина»). С этой целью пересмотренная версия включает несколько новых эпизодов, в том числе эпизоды с муравьями и гусями, но не включает некоторые эпизоды, которые появлялись в оригинале. Некоторые критики сочли переработанную версию хуже оригинала.

## Адаптации

### Фильм

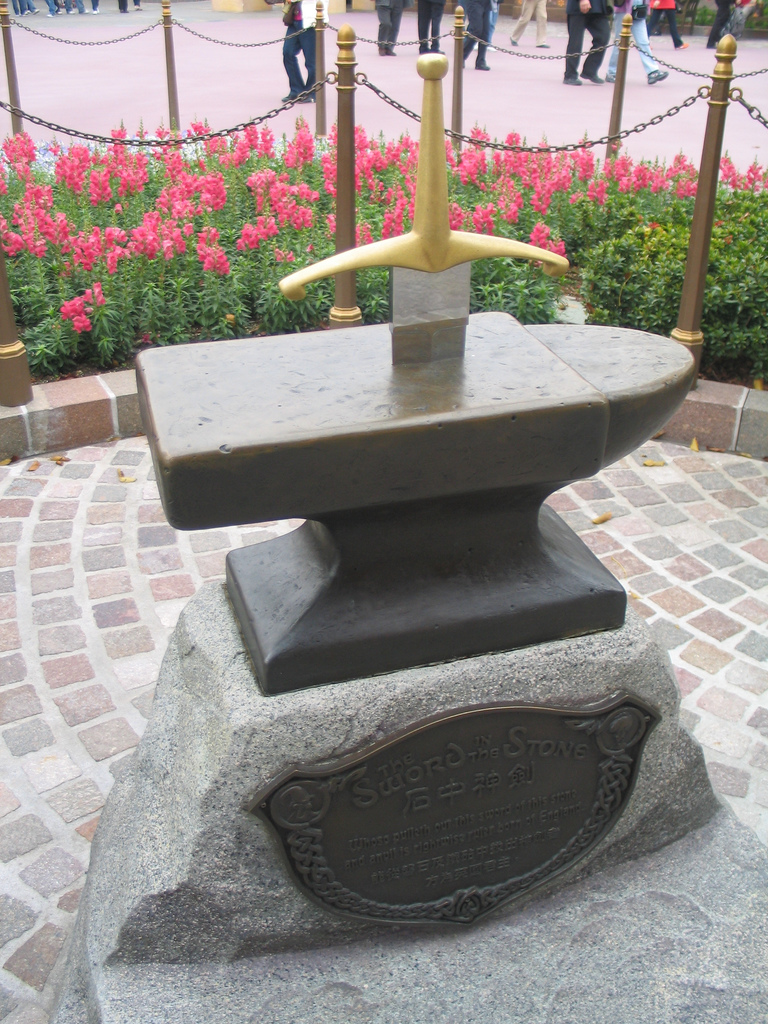
Меч в камне, Гонконгский Диснейленд

Уолт Дисней сделал адаптацию анимационного фильма «Меч в камне», впервые выпущенную 25 декабря 1963 года компанией Buena Vista Distribution. Подобно многим фильмам Диснея, он основан на общем сюжете оригинальной истории, но большая часть содержания и истории значительно изменена.

### Радиопостановка
В 1939 году телерадиосеть Би-би-си транслировала радиоспектакль из шести частей с музыкальным сопровождением Бенджамина Бриттена. Спектакль продолжительное время считался утерянным, однако в 1952 году его запись была найдена в архивах.